# 茜草紅
茜草紅，是動植物性的染料，一般固定在惰性物質上，例如白堊、氧化鋁，使之變為不溶於水而成。屬於色料中的紅澱色系，是油畫色料之一種。這種色料出現的年代相當古老，公元前27年，維特魯維（Vitruve）便曾提及：「用欠草根的汁液染白堊，便可獲得紫紅色料。」
所有澱色系特性大約相同：
- 由於吸油性很高，所以乾得很慢。例如茜草吸油度高達70%（有的紅澱吸油更高），必須填加催乾劑使用。
- 耐光性差，除非品質特佳，否則容易腿色。例如畫作《蒙娜麗莎的微笑》上，女主角臉色蒼白就是茜草紅腿色的關係。
- 茜草紅若與铅白調色時，可調出很非常鮮嫩的紅色，但是其紅色會慢慢被吸收掉而失去原有紅色澤。
- 只適用於薄塗暈染（Glacis）使用，即便如此，仍乾得很慢。
- 色料有變稠的傾向，即使要放置於金屬管中，每次只能酌量研磨，而且量要薄，否則會有油畫龜裂的現象。

現代的紅澱是1868年利用化學合成方式研發出來的，各種色調深淺不一的Madder即是其特性，與傳統紅澱大致相同。